# Floby landskommun
Floby landskommun var en tidigare kommun i dåvarande Skaraborgs län.

## Administrativ historik
Kommunen inrättades i Floby socken i Vilske härad i Västergötland när 1862 års kommunalförordningar trädde i kraft.  
I kommunen inrättades 5 juli 1923 Floby municipalsamhälle, även beläget i Sörby landskommun.
Vid kommunreformen 1952 uppgick landskommunen  med municipalsamhället i Vilske landskommun som 1974 uppgick i Falköpings kommun.

## Politik

### Mandatfördelning i Floby landskommun 1938-1946
| 5 | 3 | 2 | 7 |

| 16 |

| 6 | 1 | 3 | 2 | 5 |

| 17 |

| 1 | 3 | 13 |

| 17 |